# Casa Bistagne
La Casa Bistagne és una obra de Sant Just Desvern (Baix Llobregat) protegida com a Bé Cultural d'Interès Local.

## Descripció
Edifici de planta baixa i pis amb una semi-torre central sobrealçada. La façana de ponent, de composició simètrica, està flanquejada per dues tribunes semicirculars. La tanca de la finca forma arcs i li dona una aire singular.